# Dağ Quşçu
Dağ Quşçu è un comune dell'Azerbaigian situato nel distretto di Siyəzən.